# Episodi di Dance! La forza della passione
La prima stagione di Dance! La forza della passione è andata in onda nell'Uruguay sul canale Canal 10 dal 22 agosto 2011 al 9 dicembre 2011.
In Italia la serie è stata trasmessa a partire dal 24 settembre 2012 su Rai 2 dal lunedì al venerdì, ma è stata sospesa alla puntata numero 8 il 3 ottobre 2012 a causa dei bassi ascolti. Viene riproposta dall'inizio, sempre da Rai 2, dal 25 luglio 2014, dal lunedì al venerdì alle ore 06:10 circa. Dal 6 agosto 2014 vengono trasmessi gli episodi inediti a partire dal nono episodio. Dal 27 agosto al 19 settembre è in onda in un doppio episodio quotidiano. Dal 22 settembre andava onda ogni lunedì alle 05:40 a causa del nuovo show SuperMax TV. Dal 20 ottobre risulta di essere di nuovo sospesa. Torna nuovamente in onda dall'8 maggio 2017 sempre su Rai 2 alle 6:00 con due episodi a seguire con altre puntate inedite per completare la serie. 
| nº | Titolo originale | Titolo italiano                             | Prima TV        | Prima TV Italia   |
| -- | ---------------- | ------------------------------------------- | --------------- | ----------------- |
| 1  |                  | Una vita per la danza                       | 22 agosto 2011  | 24 settembre 2012 |
| 2  |                  | Un nuovo allievo                            | 2011            | 25 settembre 2012 |
| 3  |                  | Una lezione per Gala                        | 2011            | 26 settembre 2012 |
| 4  |                  | Una proposta importante                     | 2011            | 27 settembre 2012 |
| 5  |                  | Nuovi incontri e vecchie conoscenze         | 2011            | 28 settembre 2012 |
| 6  |                  | Tensioni                                    | 2011            | 1 ottobre 2012    |
| 7  |                  | Nacho in Accademia                          | 2011            | 2 ottobre 2012    |
| 8  |                  | Confessioni                                 | 2011            | 3 ottobre 2012    |
| 9  |                  | Un'altra occasione per Gala                 | 2011            | 6 agosto 2014     |
| 10 |                  | Una nuova amica per Gala                    | 2011            | 11 maggio 2017    |
| 11 |                  | Una nuova casa?                             | 2011            | 11 maggio 2017    |
| 12 |                  | Amori e speranze                            | 2011            | 11 maggio 2017    |
| 13 |                  | Il talento di Miranda, la delusione di Gala | 2011            | 12 maggio 2017    |
| 14 |                  | La minaccia di Manuel                       | 2011            | 12 maggio 2017    |
| 15 |                  | Difesa familiare                            | 2011            | 12 maggio 2017    |
| 16 |                  | Strategie di conquiste                      | 2011            | 15 maggio 2017    |
| 17 |                  | Una nuova ballerina                         | 2011            | 15 maggio 2017    |
| 18 |                  | L'audizione di Pekas                        | 2011            | 15 maggio 2017    |
| 19 |                  | Una festa movimentata                       | 2011            | 16 maggio 2017    |
| 20 |                  | Uno scherzo pesante                         | 2011            | 16 maggio 2017    |
| 21 |                  | Segreti e bugie                             | 2011            | 16 maggio 2017    |
| 22 |                  | La lezione di ballo di Vichy                | 2011            | 17 maggio 2017    |
| 23 |                  | Le ragioni del cuore                        | 2011            | 17 maggio 2017    |
| 24 |                  | Colpi di scena!                             | 2011            | 17 maggio 2017    |
| 25 |                  | Pekas se ne va!                             | 2011            | 18 maggio 2017    |
| 26 |                  | Una casa per Pekas                          | 2011            | 18 maggio 2017    |
| 27 |                  | Gelosia                                     | 2011            | 18 maggio 2017    |
| 28 |                  | La forza dell'amore                         | 2011            | 19 maggio 2017    |
| 29 |                  | Il sogno di Miranda                         | 2011            | 19 maggio 2017    |
| 30 |                  | Rivelazioni                                 | 2011            | 19 maggio 2017    |
| 31 |                  | Alla ricerca della verità                   | 2011            | 22 maggio 2017    |
| 32 |                  | Le audizioni per Broadway                   | 2011            | 22 maggio 2017    |
| 33 |                  | La star di Hacia Adelante                   | 2011            | 22 maggio 2017    |
| 34 |                  | Combattere per la libertà                   | 2011            | 23 maggio 2017    |
| 35 |                  | La forza della passione                     | 2011            | 23 maggio 2017    |
| 36 |                  | Il giuramento                               | 2011            | 23 maggio 2017    |
| 37 |                  | Giochi politici                             | 2011            | 24 maggio 2017    |
| 38 |                  | Amore e odio                                | 2011            | 24 maggio 2017    |
| 39 |                  | La grande menzogna                          | 2011            | 24 maggio 2017    |
| 40 |                  | Padri e figlie                              | 2011            | 25 maggio 2017    |
| 41 |                  | Incontro nel parco                          | 2011            | 25 maggio 2017    |
| 42 |                  | Sfida a passi di danza                      | 2011            | 25 maggio 2017    |
| 43 |                  | Il re del poker                             | 2011            | 26 maggio 2017    |
| 44 |                  | Gala contro tutti                           | 2011            | 26 maggio 2017    |
| 45 |                  | Gara di ballo                               | 2011            | 26 maggio 2017    |
| 46 |                  | Il segreto di Teo                           | 2011            | 3 giugno 2017     |
| 47 |                  | Il debutto di Miranda                       | 2011            | 3 giugno 2017     |
| 48 |                  | Perdono!                                    | 2011            | 4 giugno 2017     |
| 49 |                  | Il nuovo pianista dell'Accademia            | 2011            | 4 giugno 2017     |
| 50 |                  | Un passato che ritorna                      | 2011            | 10 giugno 2017    |
| 51 |                  | Amore o amicizia?                           | 2011            | 10 giugno 2017    |
| 52 |                  | Tutti intorno a Teo                         | 2011            | 11 giugno 2017    |
| 53 |                  | Il concorso per il logo                     | 2011            | 11 giugno 2017    |
| 54 |                  | Il cugino Beniamino                         | 2011            | 17 giugno 2017    |
| 55 |                  | Proposta di matrimonio                      | 2011            | 17 giugno 2017    |
| 56 |                  | Il ritorno di Estela                        | 2011            | 18 giugno 2017    |
| 57 |                  | Appuntamento con Nacho                      | 2011            | 18 giugno 2017    |
| 58 |                  | I dubbi di Miranda                          | 2011            | 19 giugno 2017    |
| 59 |                  | Nuove alleanze                              | 2011            | 20 giugno 2017    |
| 60 |                  | Una lezione speciale                        | 2011            | 21 giugno 2017    |
| 61 |                  | Veri amici, falsi amici                     | 2011            | 22 giugno 2017    |
| 62 |                  | L'orgoglio delle Redondo                    | 2011            | 23 giugno 2017    |
| 63 |                  | Tradimenti                                  | 2011            | 26 giugno 2017    |
| 64 |                  | Fuori Violeta!                              | 2011            | 27 giugno 2017    |
| 65 |                  | La festa di matrimonio                      | 2011            | 28 giugno 2017    |
| 66 |                  | L'ultimatum                                 | 2011            | 29 giugno 2017    |
| 67 |                  | Contrasti                                   | 2011            | 30 giugno 2017    |
| 68 |                  | La confessione di Vicky                     | 2011            | 3 luglio 2017     |
| 69 |                  | La sfilata                                  | 2011            | 4 luglio 2017     |
| 70 |                  | Dichiarazioni e rivelazioni                 | 2011            | 5 luglio 2017     |
| 71 |                  | Il musical è in pericolo                    | 2011            | 6 luglio 2017     |
| 72 |                  | La verità                                   | 2011            | 7 luglio 2017     |
| 73 |                  | Lettere dal passato                         | 2011            | 10 luglio 2017    |
| 74 |                  | Segreti rivelati                            | 2011            | 11 luglio 2017    |
| 75 |                  | Litigio senza fine                          | 2011            | 12 luglio 2017    |
| 76 |                  | Amici come prima                            | 2011            | 13 luglio 2017    |
| 77 |                  | Una festa per i riciclabili                 | 2011            | 14 luglio 2017    |
| 78 |                  | Via da tutti                                | 2011            | 17 luglio 2017    |
| 79 |                  | La fuga di Gala                             | 2011            | 18 luglio 2017    |
| 80 |                  | Il successo delle Redondo                   | 9 dicembre 2011 | 19 luglio 2017    |